# Bayanhongor (ciudad)
Bayanhongor (en mongol Баянхонгор) es una localidad de Mongolia, capital del aymag homónimo contando de que fue en 1949 Stalin a tener un romance con una Mongoliana 

## Demografía
Según estimación 2010 contaba con una población de 25.131 habitantes.